# Gran Premi de Mèxic del 1968
Resultats del Gran Premi de Mèxic de Fórmula 1 de la temporada 1968, disputat al circuit de Ciutat de Mèxic el 3 de novembre del 1968.

## Resultats
| Pos | No | Pilot                | Equip           | Voltes | Temps/ Retirada   | Pos. de sortida | Punts |
| --- | -- | -------------------- | --------------- | ------ | ----------------- | --------------- | ----- |
| 1   | 10 | Graham Hill          | Lotus - Ford    | 65     | 1h 56' 44. 0      | 3               | 9     |
| 2   | 2  | Bruce McLaren        | McLaren - Ford  | 65     | + 1' 19. 32 min.  | 9               | 6     |
| 3   | 11 | Jackie Oliver        | Lotus - Ford    | 65     | + 1' 40. 65 min.  | 14              | 4     |
| 4   | 8  | Pedro Rodríguez      | BRM             | 65     | + 1' 41. 09 min.  | 12              | 3     |
| 5   | 17 | Jo Bonnier           | Honda           | 64     | + 1 Volta         | 18              | 2     |
| 6   | 16 | Jo Siffert           | Lotus - Ford    | 64     | + 1 Volta         | 1               | 1     |
| 7   | 15 | Jackie Stewart       | Matra - Ford    | 64     | + 1 Volta         | 7               |       |
| 8   | 18 | Vic Elford           | Cooper - BRM    | 63     | + 2 Voltes        | 17              |       |
| 9   | 9  | Henri Pescarolo      | Matra           | 62     | + 3 Voltes        | 20              |       |
| 10  | 3  | Jack Brabham         | Brabham - Repco | 59     | Pressió de l'oli  | 8               |       |
| Ret | 23 | Johnny Servoz-Gavin  | Matra - Ford    | 57     | Encesa            | 16              |       |
| Ret | 14 | Dan Gurney           | McLaren - Ford  | 28     | Suspensions       | 5               |       |
| Ret | 22 | Piers Courage        | BRM             | 25     | Motor             | 19              |       |
| Ret | 19 | Lucien Bianchi       | Cooper - BRM    | 21     | Motor             | 21              |       |
| Ret | 5  | John Surtees         | Honda           | 17     | Escalfament motor | 6               |       |
| Ret | 6  | Chris Amon           | Ferrari         | 16     | Transmissió       | 2               |       |
| Ret | 12 | Moises Solana        | Lotus - Ford    | 14     | Alerons trencats  | 11              |       |
| Ret | 1  | Denny Hulme          | McLaren - Ford  | 10     | Suspensions       | 4               |       |
| Ret | 21 | Jean Pierre Beltoise | Matra           | 10     | Suspensions       | 13              |       |
| Ret | 7  | Jacky Ickx           | Ferrari         | 3      | Encesa            | 15              |       |
| Ret | 4  | Jochen Rindt         | Brabham - Repco | 2      | Encesa            | 10              |       |

## Altres
- Pole: Jo Siffert 1' 45. 22

- Volta ràpida: Jo Siffert 1' 44. 230 (a la volta 52)